# Rolf Hoffmann (Fußballspieler)
Rolf Hoffmann (* 4. Februar 1937) ist ein ehemaliger deutscher Fußballspieler, der in den 1950er Jahren für den SC Chemie Halle-Leuna 15 Spiele in der DDR-Oberliga, der höchsten Spielklasse im DDR-Fußball, bestritt. 1956 wurde er mit dem SC Chemie DDR-Pokalsieger.

## Sportliche Laufbahn
Hoffmann bestritt sein erstes Oberligaspiel am 17. April 1955 für den SC Chemie Halle-Leuna im vorletzten Punktspiel der Saison 1954/55. Er spielte eine Halbzeit lang als Linksaußenstürmer, ehe er von Günter Imhof abgelöst wurde. Nach dem Saisonende musste Halle in die DDR-Liga absteigen. Im Herbst 1955 wurde im DDR-Fußball in allen Ligen eine Übergangsrunde ausgespielt, die dem Wechsel in den Kalenderjahr-Spielrhythmus diente. In der DDR-Liga musste der SC Chemie 13 Spiele absolvieren, und Hoffmann wurde in allen Begegnungen eingesetzt. Dabei konnte er fünf Tore erzielen. In der DDR-Ligasaison 1956 mit 26 Spielen kam Hoffmann nur zehnmal zum Einsatz und hatte auch mit seinem einen Tor nur einen geringen Anteil am sofortigen Wiederaufstieg von Halle-Leuna. Beim überraschenden DDR-Pokalsieg mit einem 2:1-Sieg über den ZASK Vorwärts Berlin am Ende der Saison 1956 kam Hoffmann noch in der 84. Minute in die Mannschaft. Auch in der Oberligasaison 1957 konnte Hoffmann mit 13 Einsätzen nur die Hälfte der Punktspiele bestreiten. In der Hinrunde spielte er als Linksaußenstürmer achtmal. In der Rückrunde wurde er in fünf weiteren Punktspielen eingesetzt, und insgesamt erzielte er in dieser Spielzeit drei Tore. 1958 war bereits Hoffmanns letzte Oberligasaison, er kam nur noch einmal zum Einsatz.
Stattdessen wurde er von der Saison-Rückrunde an bei der 2. Mannschaft des SC Chemie elfmal in der zweitklassigen DDR-Liga aufgeboten. Da die 1. Mannschaft am Saisonende erneut in die DDR-Liga abstieg, musste auch die 2. Mannschaft aus der DDR-Liga absteigen. Aus diesem Grunde wurde sie der HSG Wissenschaft Halle angegliedert und spielte unter deren Namen 1959 weiterhin mit Hoffmann in der drittklassigen II. DDR-Liga.
Rolf Hoffmann verließ noch vor Ende der Saison die HSG und schloss sich der zweitklassigen BSG Wismut Gera an, wo er 1959 noch ein Punktspiel bestritt. Er blieb bis zum Ende der Spielzeit 1961/62 (wegen der Rückkehr zum Sommer-Frühjahr-Spielrhythmus 39 Spieltage) in Gera, konnte aber keine Saison voll durchspielen. Von den in diesem Zeitraum ausgetragenen 65 DDR-Liga-Spielen bestritt er nur 43 Partien, in den er sieben Tore erzielte. Im Sommer 1962 beendete Hoffmann seine Laufbahn als Leistungssportler und schloss sich als Freizeitfußballer der fünftklassigen BSG Empor Halle an.